# Ameriška tatvina
Ameriška tatvina: Komedija v štirih dejanjih je dramsko delo Toneta Čufarja. V njej se avtor norčuje iz bančnikov in veletrgovcev.

## Objave in uprizoritve
Komedijo Ameriška tatvina je leta 1935 izdala revija Naš val. Uprizorili so jo že decembra 1934, v knjižni obliki pa je izšla naslednje leto. (COBISS)

## Osebe
- Hanžič Peter, veletrgovec
- Agata, njegova žena
- Eli, Slavko, njuna otroka
- Špelca, hišna pri Hanžičevih
- Tine, oskrbnik na Ražnjevcu
- Krajec Anton, bančnik in zadružnik
- Bogo, njegov sin
- Križnik Riko, študent
- Detektiv

## Vsebina

### Prvo dejanje
Eli si želi študirati v Parizu, a mora denar iztržiti od staršev. Ti nad idejo niso navdušeni, mati trdi, da je Pariz leglo pregreh, očeta pa zanima samo politika. Krajčev sin Bogo je močno zaljubljen v Eli, ki pa se z njim le igra, saj je v resnici zaljubljena v Rika, študentskega prijatelja, ki Hanžičevim natvezi, da je njun sin Slavko, ki je že odšel od doma, dobil otroka z revnim dekletom, ki bo otroka prinesla njim, če ne dobi denarne pomoči. Agati se zdi to sramota, Hanžič pa izroči Riku denar. Tedaj prihiti Eli, da se izgubljeni sin vrača. Riko pobegne, starša pa sprejmeta sina - mati v solzah, oče s palico.

### Drugo dejanje
Hanžičevi in Kranjčevi preživljajo čas v Ražnjevcu, Agata pripravlja zaroko Eli in Boga, Hanžič pa nad zetom ni pretirano navdušen, poleg tega pa ga žrejo časopisni napadi nanj, zato Slavku naroči, naj poizve, kdo so obrekljivci. Eli medtem kuje svoj načrt. Ker starši nočejo dati denarja za Pariz, z Rikom skujeta zaroto, kamor pritegneta tudi Tineta z obljubo o njegovi zaroki s Špelco. Riko uprizori ugrabitev po ameriškem vzorcu, Boga poveže z rjuho, pusti zahtevo po denarju in skupaj z Eli izgine. Boga odkrije Tine, ostali pa v paniki zberejo zahtevani denar. Na ukazano mesto ga odneseta Tine in Rikov prijatelj, ki nastopa kot detektiv.

### Tretje dejanje
Vsa družina je skrbeh, Tine straži hišo z revolverjem, le Hanžiču se zdi vse skupaj sumljivo. Prispe Elino pismo za materin rojstni dan, kmalu po pismu pa se pojavi tudi Eli, saj s Parizom ni bilo nič. Riko je denar porabil za ustanovitev časopisa. Tako Eli jezno sklene, da se bo z Bogom zaročila.

### Četrto poglavje
Priprave na zaroko tečejo. Iz mesta se vrne Slavko s časopisom, ki naznanja Elino zaroko in namiguje na malverzacije Hanžiča in Krajca; časopis izdajajo študentje. Z zaroko bi morali pohiteti, preden bo škandal še večji. Sredi priprav se oglasi avtomobilska hupa, Eli odhiti in se vrne z Rikom, njenim pravim izvoljencem, s katerim odhajata v Pariz. Krajec je užaljen, spre se s Hanžičem in nato odvleče sina. Hanžič besni, ženi očita krivdo. Zapodi se za njo, tako da za mizo ostaneta le Tine in Špela, ki bosta praznovala svojo svatbo.

## Kritike in poročila
- Anton Debeljak: Tone Čufar: Ameriška tatvina. (Ljubljana 1935. Izdal "Naš val".) Življenje in svet 17/25 (1935). 649.
- Ferdo Delak: Tone Čufar, pisatelj naše nove komedije "Ameriška tatvina". Naš val 2/9 (1935). 6.
- A.Z-ko.: Ameriška tatvina, komedija v štirih dejanjih. Književnost 3/1–2 (1935). 1.